# Lenguas daju
Las lenguas daju o dayu se hablan en bolsas aisladas por el pueblo daju en un área extensa de Sudán, Sudán del Sur y Chad, en las regiones de Kordofán, Darfur y Waddaí. Forman una de las ramas de las lenguas sudánicas orientales.

## Clasificación
Usualmente de acuerdo con el trabajo de Stevenson (1956) estas lenguas se dividen en un subgrupo oriental y un subgrupo occidental:
- Daju oriental:
  - Shatt en las montañas Shatt al suroeste de Kadugli. (El nombre "Shatt" también se ha dado a otras lenguas de la región no relacionadas con esta).
  - Liguri en las montañas Nuba, Sudán.
- Daju occidental:
  - Daju Mongo en Dar Daju, Chad.
  - Sila en Dar Sila, Chad.
  - Nyala en los alrededores de Nyala en Darfur, Sudán.
  - Beigo (extinto) en Darfur meridional.
  - Njalgulgule en Sudán del Sur sobre el río Sopo.

## Descripción lingüística
El proto-daju ha sido parcialmente reconstruido por Robin Thelwall (1981). De acuerdo con este lingüista la separación entre el daju oriental y daju occidental podría haberse dado hace unos 2000 años, mientras que la diversificación de las lenguas daju occidentales es más reciente, quizá el proto-daju occidental se remontaría al tiempo en que los daju dominaban Darfur hacia el 1200 d. C. Posteriormente a la muerte del rey daju, Kasi Furogé, la región fue dominada por los Tunjur.

### Fonología
La principal isoglosa que separa a las lenguas daju orientales y occidentales es la evolución divergente del fonema /*ɣ/ del proto-daju, que se refleja en las lenguas occidentales como /*r/ y en las lenguas orientales como /*x/.

### Gramática
Típicamnete la raíz verbal en daju es monosilábica de la forma (C)VC(C). El perfectivo toma el prefijo k-; el imperfectivo, usa un prefijo a(n)-. El verbo toma sufijos de persona. Por ejemplo en Shatt el verbo "beber" en el imperfectivo tienen las siguientes formas:
| 'bebo'    | a-wux-u         |
| 'bebes'   | wux-u           |
| 'bebe'    | mö-wux-u        |
| 'bebemos' | (w)a-wux-u-d-ök |
| 'bebéis'  | wux-a-d-aŋ      |
| 'beben'   | sö-wux-u        |
Los sufijos nominales se usan para marcar el singulativo (-tic, -təs), el genérico y las formas de plural. El orden típico es Sujeto Verbo Objeto en la mayoría de lenguas daju, con excepciones como el sila. También tienen orden poseído-poseedor.

### Comparación léxica
Los numerales en diferentes lenguas jebel orientales son:
| GLOSA | Oriental     | Occidental | Occidental | PROTO- DAYU                  |
| GLOSA | Liguri       | Dar Sila   | Dar Dadyu  | PROTO- DAYU                  |
| ----- | ------------ | ---------- | ---------- | ---------------------------- |
| '1'   | nɔhɔrɔk      | ʊ́ŋgʊ́n      | mùngún     | *no-                         |
| '2'   | pɛtdax       | bíd̪ák      | fìdà pîda  | *pidax                       |
| '3'   | kɔdɔs        | kɔ̀d̪ɔs      | kòdɔ̀s      | *kɔdɔs                       |
| '4'   | tɛspɛt       | t̪ɪ̀ʃɛ́ːθ     | tɛ̀spɛ̀t     | *tispɛt                      |
| '5'   | mdɛk         | múd̪uk      | mòdùk      | *maduk                       |
| '6'   | kɔskɔdɔs     | áràn̪       | àràŋ       | *aran                        |
| '7'   | tɛspɛtkɔdɔs  | fáθɪ́nd̪ɪ́    | fàktíndí   | *paɣtindi < *pag-t-ande      |
| '8'   | tɛspɛttɛspɛt | kɔ̀ánd̪a     | kòsóndá    | *kɔdɔs-ande                  |
| '9'   | mdɛktɛspɛt   | bɪ̀sθánd̪a   | bìstóndá   | *tabistanda < *tispet-t-ande |
| '10'  | saʔasɛɲ      | ásːɪŋ      | àsíŋ       | *asiɲ                        |